# Hanumankind
Hanumankind (surnom de Sooraj Cherukat, malayalam : സൂരജ് ചെറുകാട്ട്), né le 17 octobre 1992 dans le district de Malappuram (Inde), est un artiste, rappeur, chanteur, auteur-compositeur et acteur indien.

## Carrière
Il commence sa carrière de rappeur professionnel après s'être produit au NH7 Weekender (en) et avoir sorti son premier EP Kalari, en 2019. Son surnom, « Hanumankind », vient de la divinité populaire Hanumān.